# Iperf
iperf ist eine freie Software, um den Datendurchsatz eines Rechnernetzes zu testen.
Die Software kann TCP- und UDP-Datenströme erzeugen. iperf wird auf dem entfernten Rechner als Server und auf dem lokalen Rechner als Client gestartet. Weitere Parameter wie uni- oder bidirektionale Datenströme, die Puffergröße oder die zu übertragende Datenmenge oder die Zeit können per Parameter frei gewählt werden. Ausgegeben wird ein Report mit Zeitstempel, übertragener Datenmenge und ermittelter Bandbreite. Es werden zahlreiche Betriebssysteme wie Windows, Unix und Linux auf verschiedener Hardware (z. B. auch auf NAS) unterstützt.

## Grafische Benutzeroberfläche (GUI)
Für iperf ist eine grafische Benutzeroberfläche (GUI) namens jperf verfügbar.

## iperf3
iperf3 wurde von Grund auf neu programmiert. Ziele waren: geringere Größe, einfachere Code-Basis und eine Bibliothek-Version, welche in andere Programme eingebunden werden kann. Die Neuprogrammierung startete 2009. Die erste Version erschien im Januar 2014. Sie ist nicht rückwärtskompatibel zu iperf2.